# Sobrado, A Coruña

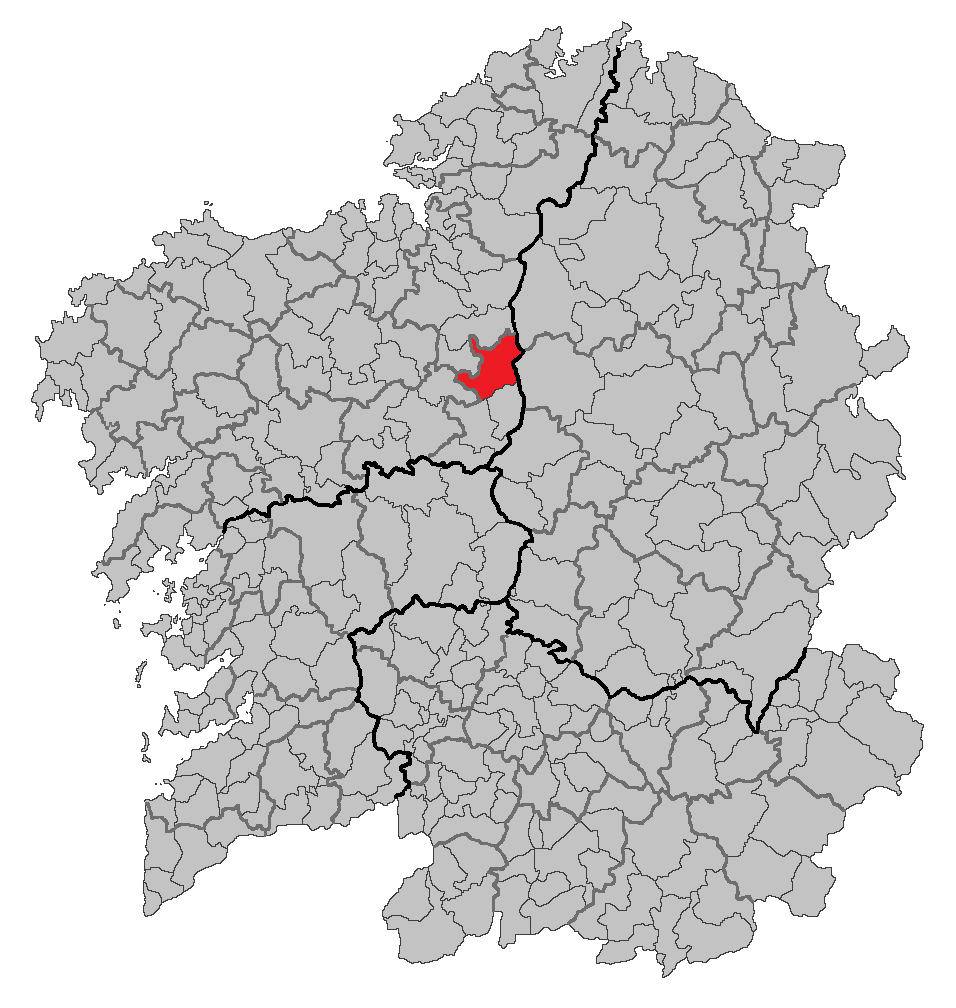
Vị trí của Sobrado in Galicia.

Sobrado là một đô thị của Tây Ban Nha ở tỉnh A Coruña trong cộng đồng tự trị của Galicia. Dân số 2402 (Spanish 2001 Census) và diện tích là 121 km².